# Туаретт-Куазія
Туаретт-Куазія (фр. Thoirette-Coisia) — муніципалітет у Франції, у регіоні Бургундія-Франш-Конте, департамент Жура. Туаретт-Куазія утворено 1 січня 2017 року шляхом злиття муніципалітетів Туаретт i Куазія. Адміністративним центром муніципалітету є Туаретт. Населення — 831 особа (01.01.2021).